# System determinacji płci X0

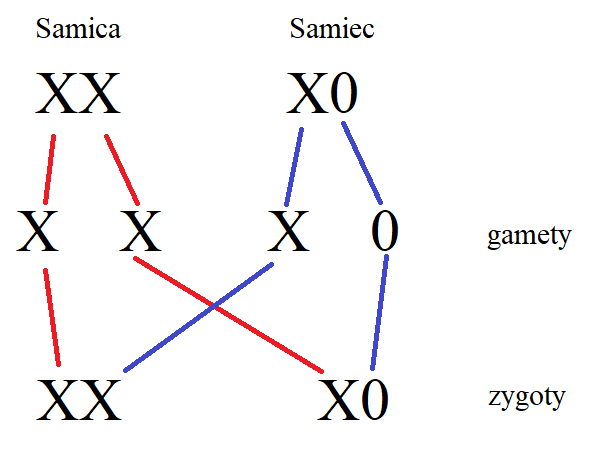
System dziedziczenia X0

System X0 – system determinacji płci, w którym występuje tylko jeden rodzaj chromosomu – samice XX mają parzystą liczbę chromosomów, a samce nieparzystą (X0, brak chromosomu Y). Jeśli chromosom Y lub W nie zawiera genów niezbędnych do determinacji płci, może zostać całkowicie utracony. Rzeczywiście, utrata chromosomu Y lub W jest powszechna, zarówno w obrębie rodzin, jak i między nimi, a X0 lub Z0 wydają się być potomkami tego typu determinacji płci w kilku rzędach owadów. Częstotliwość utraty chromosomu jest prawdopodobnie w dużej mierze spowodowana zawartością genów; to znaczy w grupach, w których Y zawiera geny niezbędne do przeżycia lub rozmnażania, jest mało prawdopodobne, że zostanie utracony, chyba że geny te zostaną najpierw przeniesione na inny chromosom. System ten jest zależny od samca. System determinacji płci X0 nie jest tak rozpowszechniony w świecie przyrody, jak choćby system XX/XY, czy ZZ/ZW. Wszystkie geny istotne dla przeżycia osobnika, rozmnażania zostają zachowane po wcześniejszym przeniesieniu tych genów na inne chromosomy.

## Przykłady organizmów, u których występuje system X0
- większość pajęczaków (z wyjątkiem roztoczy),
- pierwotnoskrzydłe, np. (ważki),
- owady bezskrzydłe, np. (rybik srebrzysty)
- jawnoskrzydłe, np. (koniki polne, świerszcze i karaluchy),
- skrytoskrzydłe, np. (wojsiłki, chrząszcze),
- łuskoskrzydłe, np. (motyle)[3]